# Cardenal protodiácono
El cardenal protodiácono es el cardenal más antiguo de la orden diaconal, orden de 4 diáconos romanos que ayudan al santo padre en sus labores de obispo de Roma. Si la antigüedad entre varios cardenales es la misma, la prioridad recae en el prelado nombrado en primer lugar en la lista de cardenales creados en el consistorio.
Desde el 28 de octubre de 2024, el cardenal protodiácono es Dominique Mamberti, prefecto del Tribunal Supremo de la Signatura Apostólica, creado cardenal por el papa Francisco en el consistorio del 14 de febrero de 2015.

## Funciones
El cardenal protodiácono, si es elector, tiene la tarea de anunciar la elección del nuevo papa recitando la célebre fórmula "Habemus papam", en caso contrario esta tarea la realiza el primero de los cardenales diáconos electores. Para el cónclave de 1740, el cardenal protodiácono Lorenzo Altieri no asistió, por lo que el anuncio de la elección de Prospero Lorenzo Lambertini como Benedicto XIV lo hizo su sucesor sustito Carlo Maria Marini. En el caso de que el cardenal protodiácono sea elegido Papa, el anuncio lo realiza el cardenal diácono elector que le sigue en la lista de cardenales diáconos, quien pasa a ser entonces protodiácono. La última vez que esto ocurrió fue en 1513, cuando el cardenal protodiácono Giovanni de' Medici fue elegido como León X y el siguiente cardenal diácono en antigüedad, Alessandro Farnese (futuro papa Paulo III), hizo el anuncio.
Además, el cardenal protodiácono impone el palio al nuevo pontífice electo en la celebración eucarística de inicio del ministerio papal, presenta los metropolitanos que tienen que recibir el palio del pontífice durante la solemnidad de San Pedro y San Pablo (29 de junio), anuncia la concesión de la indulgencia plenaria cuando el Papa imparte la bendición Urbi et orbi en Navidad y Pascua. En estas funciones el cardenal protodiácono, en caso de ausencia o impedimento, es sustituido por el segundo cardenal diácono en precedencia, quien actualmente desde el 28 de octubre de 2024 es Mario Zenari.

## Cardenales protodiáconos
- Pedro (? - octubre de 1050)
- Federico de Lorena (octubre de 1050 - 14 de junio de 1057) (más tarde elegido papa con el nombre de Esteban IX)
- Aribone Primischino (14 de junio de 1057 - 1061)
- Alberico Anserici, O.S.B.Cas. (1061 - agosto de 1088)
- Oderisio Berardi, O.S.B.Cas. (agosto de 1088 - 2 de diciembre de 1105)
- Berardo (2 de diciembre de 1105 - 1115)
- Gregorio Papareschi, C.R.L. (1115 - 14 de febrero de 1130, elegido papa con el nombre de Inocencio II)
- Romano (14 de febrero de 1130 - mayo de 1135)
- Aimerico, C.R.L. (mayo de 1135 - 28 de mayo de 1141)
- Gregorio Tarquini (28 de mayo de 1141 -17 de junio/21 de septiembre de 1145)
- Odone Fattiboni (17 de junio/21 de septiembre de 1145 - antes del 21 de diciembre de 1162)
- Ugo di Foliet, O.S.B. (antes del 21 de diciembre de 1162 - 1164)
- Giacinto Bobone Orsini (1164 - 30 de marzo de 1191, elegido papa con el nombre de Celestino III)
- Graziano da Loza (30 de marzo de 1191 - 1203)

- Gerardo Allucingoli (1203 - después del 20 de julio de 1208)
- Gregorio Carelli (después del 20 de julio de 1208 - 30 de mayo de 1211)

- Giovanni dei cuente di Segni (30 de mayo de 1211 - 31 de mayo/14 de junio de 1213)
- Guido Pierleone (31 de mayo/14 de junio de 1213 - 18 de diciembre de 1221)
- Ottaviano dei conti di Segni (18 de diciembre de 1221 - julio de 1231)
- Raniero Capocci (julio de 1231 - 27 de mayo de 1250)

- Gil de Torres (27 de mayo de 1252 - 5/11 de noviembre de 1254)
- Riccardo Annibaldi (5/11 de noviembre de 1254 - 4 de octubre de 1276)
- Giovanni Gaetano Orsini (4 de octubre de 1276 - 25 de noviembre de 1277, elegido papa con el nombre de Nicolás III)
- Giacomo Savelli (25 de noviembre de 1277 - 2 de abril de 1285, elegido papa con el nombre de Honorio IV)
- Goffredo da Alatri (2 de abril de 1285 - 3 de abril de 1287)
- Matteo Rubeo Orsini (3 de abril de 1287 - 4 de septiembre/12 de noviembre de 1305)
- Giacomo Colonna (4 de septiembre/12 de noviembre de 1305 - 14 de agosto de 1318)
- Napoleone Orsini (14 de agosto de 1318 - 23/24 de marzo de 1342)
- Raymond Guillaume des Fraguas, (23/24 de marzo de 1342 - 5 de octubre de 1346)
- Gaillard de la Mothe (o de Lamotte) (5 de octubre de 1346 - 20 de diciembre de 1356)
- Bernard de la Tour (20 de diciembre de 1356 - 7 de agosto de 1361)
- Guillermo de La Jugie (o Jugée) (7 de agosto de 1361 - 22 de abril de 1368)
- Nicolas de Besse (22 de abril de 1368 - 5 de noviembre de 1369)
- Pierre Roger de Beaufort (5 de noviembre de 1369 - 30 de diciembre de 1370, elegido papa con el nombre de Gregorio XI)
- Rinaldo Orsini (30 de diciembre de 1370 - 6 de junio de 1374)
- Hugues de Saint-Martial (6 de junio de 1374 - 20 de septiembre de 1378, depuesto por el papa Urbano VI por haberse unido a la obediencia de Aviñón)

### Cisma de Occidente
- Guglielmo di Capua (1383 - 1384)
  - Hugues de Saint-Martial (20 de septiembre de 1378 - 1403) (de obediencia aviñonesa)[1]
- Marino Bulcani (1390 - 8 de agosto de 1394)
- Angelo de Anna de Sommariva, O.S.B.Cam. (8 de agosto/después del 8 de agosto de 1394 - 1396)
  - Amedeo di Saluzzo (1403 - 21 de octubre de 1408 (de obediencia aviñonesa), depuesto por el antipapa Benedicto XIII por haberse unido a la obediencia pisana)
- Landolfo Maramaldo (1403 - 5 de octubre de 1408, depuesto por el papa Gregorio XII por haberse unido a la obediencia pisana)
  - Landolfo Maramaldo (5 de octubre de 1408 - 4 de julio de 1415) (de obediencia pisana)

- Jacopo del Torso (5 de octubre de 1408 - después del 29 de agosto de 1414)
  - Carlos Jordán de Urriés y Pérez Salanova (21 de octubre de 1408 - 5 de enero de 1418 (de obediencia aviñonesa), depuesto por el antipapa Benedicto XIII por haberse unido a la obediencia romana)
- Pietro Morosini (después del 29 de agosto de 1414 - 4 de julio de 1415)
  - Jean Carrier (22 de mayo de 1423 - 26 de julio de 1429) (de obediencia aviñonesa)

### Después delConcilio de Constanza
- Landolfo Maramaldo (4 de julio de 1415 - 16 de octubre de 1415)
- Amedeo di Saluzzo (16 de octubre de 1415 - 28 de junio de 1419)
- Rinaldo Brancaccio (28 de junio de 1419/algún momento de 1423 - 27 de marzo de 1427)
- Lucido Conti (27 de marzo de 1427 - 9 de septiembre de 1437)
- Domenico Capranica (9 de septiembre de 1437 – 9 de mayo de 1443)
- Prospero Colonna (9 de mayo de 1443 - 24 de marzo de 1463) - Anunció la elección de Calixto III.
- Rodrigo de Borgia (24 de marzo de 1463 - 30 de agosto de 1471) (más tarde elegido papa con el nombre de Alejandro VI)
- Francesco Nanni Todeschini-Piccolomini (30 de agosto de 1471 - 22 de septiembre de 1503, elegido papa con el nombre de Pío III) - Anunció la elección de Inocencio VIII y de Alejandro VI.
- Raffaele Sansoni Riario (22 de septiembre de 1503 - 29 de noviembre de 1503) - Anunció la elección de Pío III (como el siguiente cardenal diácono en antigüedad, se convirtió en cardenal protodiácono en ese momento) y de Julio II.
- Giovanni de' Medici (29 de noviembre de 1503 - 9 de marzo de 1513, elegido papa con el nombre de León X)
- Federico Sanseverino (9 de marzo de 1513 - 7 de agosto de 1516)
- Alessandro Farnese (7 de agosto de 1516 - 15 de junio de 1519) (más tarde elegido papa con el nombre de Paulo III) - Anunció la elección de León X en 1513 como el siguiente cardenal diácono en antigüedad.
- Ippolito de Este (15 de junio de 1519 - 3 de septiembre de 1520)
- Amanieu d'Albret (3 de septiembre de 1520 - 20 de diciembre de 1520)
- Marco Corner (20 de diciembre de 1520 - 14 de diciembre de 1523) - Anunció la elección de Adriano VI y de Clemente VII.
- Sigismondo Gonzaga (14 de diciembre de 1523 - 3 de octubre de 1525)
- Innocenzo Cibo (3 de octubre de 1525 - 13/14 de abril de 1550) - Anunció la elección de Paulo III y de Julio III.
- Niccolò Gaddi (10 de mayo/27 de junio de 1550 - 20 de noviembre de 1551)
- Ercole Gonzaga (20 de noviembre de 1551 - 6 de julio de 1556)
- Girolamo Doria (6 de julio de 1556 - 25 de marzo de 1558)
- Odet de Coligny (25 de marzo de 1558 - 31 de marzo de 1563, depuesto por el papa Pío IV por adherirse al calvinismo)
- Alessandro Farnese el Joven (31 de marzo de 1563 - 14 de abril de 1564)
- Guido Ascanio Sforza di Santa Fiora (14 de abril de 1564 - 6 de octubre de 1564)
- Ippolito d'Este (6 de octubre de 1564 - 8 de octubre de 1564)
- Ranuccio Farnese (8 de octubre de 1564 - 7 de febrero de 1565)
- Giulio della Rovere (7 de febrero de 1567 - 8 de agosto de 1567)
- Inocencio Ciocchi Del Monte (8 de agosto de 1567/algún momento de 1570 - 2 de noviembre de 1577)
- Antonio Carafa (8? de noviembre de 1577 - 12 de diciembre de 1583)
- Luigi de Este (1584 - 30 de diciembre de 1586) - Anunció la elección de Sixto V.
- Ferdinando de Médici (7 de enero de 1587 - 28 de noviembre de 1588, dimitió del cardenalato)
- Andrés de Austria (28 de noviembre de 1588 - 12 de noviembre de 1600) - Anunció la elección de Gregorio XIV, de Inocencio IX y de Clemente VIII.
- Francesco Sforza (12 de noviembre de 1600 - 13 de noviembre de 1617) - Anunció la elección de León XI y de Paulo V.
- Odoardo Farnese (13 de noviembre de 1617 - 11 de enero de 1621)
- Andrea Baroni Peretti Montalto (11 de enero de 1621 - 5 de mayo de 1621) - Anunció la elección de Gregorio XV.
- Alessandro de Este (5 de mayo de 1621 - 2 de octubre de 1623) - Anunció la elección de Urbano VIII.
- Carlo Emmanuele Pio di Saboya (2 de octubre de 1623 - 16 de marzo de 1626)
- Maurizio di Saboya (16 de marzo de 1626 - 10 de noviembre de 1642, dimitió del cardenalato)
- Carlo de' Medici (10 de noviembre de 1642 - 12 de diciembre de 1644) - Anunció la elección de Inocencio X.
- Antonio Barberini (12 de diciembre de 1644 - 21 de julio de 1653)
- Giangiacomo Teodoro Trivulzio (21 de julio de 1653 - 14 de mayo de 1655) - Anunció la elección de Alejandro VII.
- Giulio Gabrielli (14 de mayo de 1655 - 6 de marzo de 1656)
- Giulio Mazzarino (6 de marzo de 1656 - 9 de marzo de 1661)
- Virginio Orsini (9 de marzo de 1661 - 11 de octubre de 1666)
- Rinaldo d'Este (11 de octubre de 1666 - 12 de marzo de 1668) - Anunció la elección de Clemente IX.
- Giovanni Stefano Donghi (12 de marzo de 1668 - 26 de noviembre de 1669)
- Francesco Maidalchini (26 de noviembre de 1669 - 19 de octubre de 1689) - Anunció la elección de Clemente X, de Inocencio XI y de Alejandro VIII.
- Carlo Cerri (19 de octubre de 1689 - 14 de mayo de 1690)
- Urbano Sacchetti (14 de mayo de 1690 - 22 de diciembre de 1693) - Anunció la elección de Inocencio XII.
- Benedetto Pamphili (22 de diciembre de 1693 - 22 de marzo de 1730) - Anunció la elección de Clemente XI, de Inocencio XIII y de Benedicto XIII.
- Lorenzo Altieri (22 de marzo de 1730 - 3 de agosto de 1741) - Anunció la elección de Clemente XII. Sustituido por el sucesor por el anuncio de la elección de Benedicto XIV en 1740.
- Carlo Maria Marini (3 de agosto de 1741 - 16 de enero de 1747) - Anunció la elección de Benedicto XIV en 1740 como sucesor sustito.
- Alessandro Albani (16 de enero de 1747 - 11 de diciembre de 1779) - Anunció la elección de Clemente XIII, de Clemente XIV y de Pío VI.
- Domenico Orsini de Aragón (11 de diciembre de 1779 - 10 de enero de 1789)
- Ignazio Gaetano Boncompagni Ludovisi (10 de enero de 1789 - 9 de agosto de 1790)
- Gregorio Anton Maria Salviati (9 de agosto de 1790 - 5 de abril de 1794)
- Vincenzo Maria Altieri (5 de abril de 1794 - 7 de septiembre de 1798, dimitió del cardenalato)
- Antonio Maria Doria Pamphilj (7 de septiembre de 1798 - 31 de enero de 1821) - Anunció la elección de Pío VII.
- Fabrizio Dionigi Ruffo (31 de enero de 1821 - 13 de diciembre de 1827) - Anunció la elección de León XII.
- Giuseppe Albani (13 de diciembre de 1827 - 3 de diciembre de 1834) - Anunció la elección de Pío VIII y de Gregorio XVI.
- Agostino Rivarola (3 de diciembre de 1834 - 7 de noviembre de 1842)
- Tommaso Riario Sforza (7 de noviembre de 1842 - 14 de marzo de 1857) - Anunció la elección de Pío IX.
- Ludovico Gazzoli (14 de marzo de 1857 - 12 de febrero de 1858)
- Giuseppe Ugolini (12 de febrero de 1858 - 19 de diciembre de 1867)
- Giacomo Antonelli (19 de diciembre de 1867 - 6 de noviembre de 1876)
- Prospero Caterini (6 de noviembre de 1876 - 28 de octubre de 1881) - Anunció la elección de León XIII.
- Teodolfo Mertel (28 de octubre de 1881 - 24 de marzo de 1884)
- Domenico Consolini (24 de marzo de 1884 - 20 de diciembre de 1884)
- Lorenzo Ilarione Randi (20 de diciembre de 1884 - 20 de diciembre de 1887)
- Giuseppe Pecci (20 de diciembre de 1887 - 8 de febrero de 1890)
- John Henry Newman, C.O. (8 de febrero de 1890 - 11 de agosto de 1890)
- Joseph Hergenröther (11 de agosto de 1890 - 3 de octubre de 1890)
- Tommaso Maria Zigliara, O.P. (3 de octubre de 1890 - 1 de junio de 1891)
- Isidoro Verga (1 de junio de 1891 - 22 de junio de 1896)
- Luigi Macchi (22 de junio de 1896 - 29 de marzo de 1907) - Anunció la elección de Pío X.
- Andreas Steinhuber, S.J. (29 de marzo de 1907 - 15 de octubre de 1907)
- Francesco Segna (15 de octubre de 1907 - 4 de enero de 1911)
- José de Calasanz Félix Santiago Vives y Tutó (4 de enero de 1911 - 7 de septiembre de 1913)
- Francesco Salesio Della Volpe (7 de septiembre de 1913 - 5 de noviembre de 1916) - Anunció la elección de Benedicto XV.
- Gaetano Bisleti (5 de noviembre de 1916 - 17 de diciembre de 1928) - Anunció la elección de Pío XI.
- Camillo Laurenti (17 de diciembre de 1928 - 16 de diciembre de 1935)
- Camillo Caccia Dominioni (16 de diciembre de 1935 - 12 de noviembre de 1946) - Anunció la elección de Pío XII.
- Nicola Canali (12 de noviembre de 1946 - 3 de agosto de 1961) - Anunció la elección de Juan XXIII.
- Alfredo Ottaviani (3 de agosto de 1961 - 26 de junio de 1967) - Anunció la elección de Pablo VI.
- Arcadio María Larraona Saralegui, C.M.F. (26 de junio de 1967 - 28 de abril de 1969)
- William Theodore Heard (28 de abril de 1969 - 18 de mayo de 1970)
- Antonio Bacci (18 de mayo de 1970 - 20 de enero de 1971)
- Michael Browne, O.P. (20 de enero de 1971 - 31 de marzo de 1971)
- Federico Callori di Vignale (31 de marzo de 1971 - 10 de agosto de 1971)
- Charles Journet (10 de agosto de 1971 - 5 de marzo de 1973)
- Pericle Felici (5 de marzo de 1973 - 30 de junio de 1979) - Anunció la elección de Juan Pablo I y de Juan Pablo II.
- Sergio Pignedoli (30 de junio de 1979 - 15 de junio de 1980)
- Umberto Mozzoni (15 de junio de 1980 - 2 de febrero de 1983)
- Opilio Rossi (2 de febrero de 1983 - 22 de junio de 1987)
- Giuseppe Caprio (22 de junio de 1987 - 26 de noviembre de 1990)
- Aurelio Sabattani (26 de noviembre de 1990 - 5 de abril de 1993)
- Duraisamy Simon Lourdusamy (5 de abril de 1993 - 29 de enero de 1996)
- Eduardo Martínez Somalo (29 de enero de 1996 - 9 de enero de 1999)
- Pio Laghi (9 de enero de 1999 - 26 de febrero de 2002)
- Luigi Poggi (26 de febrero de 2002 - 24 de febrero de 2005)
- Jorge Medina Estévez (24 de febrero de 2005 - 2 de enero de 2007) - Anunció la elección de Benedicto XVI.
- Darío Castrillón Hoyos (2 de enero de 2007 - 1 de marzo de 2008)
- Agostino Cacciavillan (1 de marzo de 2008 - 21 de febrero de 2011)
- Jean-Louis Tauran (21 de febrero de 2011 - 12 de junio de 2014) - Anunció la elección de Francisco.
- Renato Raffaele Martino (12 de junio de 2014 - 28 de octubre de 2024)
- Dominique Mamberti (28 de octubre de 2024 - en el cargo) - Anunció la elección de León XIV.